# The Dubliners with Luke Kelly
The Dubliners with Luke Kelly er folkemusikgruppen The Dubliners' debutalbum. Det blev produceret at Nathan Joseph og udgivet af Transatlantic Records i 1964. Line-up'et bestod af Ronnie Drew, Barney McKenna, Luke Kelly og Ciaran Bourke.
Den originale LP hed oprindeligt The Dubliners, men efter Luke døde, og omfanget af hans bidrag og popularitet blev kendt, ændrede pladeselskabet navnet.
LP'en blev også udgivet i USA, men med et andet cover. Albummet blev genudgivet i 1970 under navnet The Dubliners in Session og igen i 2003 under navnet The Dubliners.

## Spor[1][3]

### Side Et
1. "The Wild Rover" – 3:13
2. "The Ragman's Ball" – 2:08
3. "Preab San Ól" – 2:14
4. "The High Reel" – 2:58
5. "The Holy Ground" – 2:15
6. "Tramps and Hawkers" – 3:06
7. "Home Boys, Home" – 3:17

### Side To
1. "Rocky Road to Dublin" – 2:34
2. "Banks of the Roses" – 2:12
3. "I'll Tell Me Ma" – 2:06
4. "Swallow's Tail Reel" – 2:49
5. "Jar of Porter" – 2:14
6. "Love Is Pleasing" – 1:47
7. "The Nightingale" – 3:35